# Леарх
Леарх (др.-греч. Λέαρχος) — в древнегреческой мифологии сын Ино и царя Орхомена Афаманта, брат Меликерта. Был убит собственным отцом, на которого Гера наслала безумие за то, что Афамант взял на воспитание Диониса. Из-за гнева Геры Афамант в припадке безумия застрелил из лука сына Леарха, приняв его за оленя. По другому рассказу, Тисифона по приказу Геры наслала на Афаманта безумие, и он разбил лицо младенца о камень.
- См. Валерий Флакк. Аргонавтика III 69.